# 3107 Weaver
3107 Weaver eller 1981 JG2 är en asteroid i huvudbältet som upptäcktes den 5 maj 1981 av den amerikanska astronomen Carolyn S. Shoemaker vid Palomar-observatoriet. Den är uppkallad efter Kenneth F. Weaver.
Asteroiden har en diameter på ungefär 5 kilometer.